# 데이빗 팔피
데이빗 팔피(David Palffy, 1969년 3월 5일 ~ )는 캐나다의 배우, 텔레비전 배우이다.
캐나다에서 태어났다.

## 영화
- 파탈 퍼포먼스  (2013년) - 로날드 역
- 케이브드 인 (2006년)
- 써드 맨 아웃 (2005년)
- 블러드석커스 (2005년)
- 브래티 베이비 (2005년)
- 에디슨 시티 (2005년)
- 레블레이션 (2004년)
- 파이어파이트 (2003년)
- 하우스 오브 더 데드 (2003년) - 캐스틸로 역
- 엑스 대 세버 (2002년)
- LA 폴리스 (2001년) - 팔코 역
- 안드로메다 (2000년)
- 콜드 스쿼드 (1998년)
- 어반 사파리 (1996년)
- 제4의 전쟁 (1990년)